# Josef Hlavička
Josef Hlavička (27. března 1914 Olomučany – 13. ledna 1981) byl český a československý odborářský funkcionář, politik Komunistické strany Československa, poslanec Sněmovny národů Federálního shromáždění v roce 1971 a poslanec České národní rady za normalizace.

## Biografie
Mládí prožil na Brněnsku. V roce 1928 vstoupil do československého Komsomolu, v roce 1930 se stal členem KSČ. Vyučil se instalatérem, pracoval jako krajský tajemník Komsomolu a byl členem Krajského výboru KSČ. Za své politické aktivity byl za první republiky vězněn. Za druhé světové války byl aktivní v komunistickém odboji. V roce 1944 ho zatklo gestapo a byl odsouzen k smrti. Vykonání rozsudku unikl díky konci války.

Dlouhodobě se angažoval v odborovém hnutí. Od roku 1948 byl členem a v letech 1963–1969 i tajemníkem Ústřední rady odborů. V letech 1965–1968 byl i členem generální rady Světové odborové federace. V letech 1970–1976 působil na postu předsedy České odborové rady. V roce 1964 mu byl udělen Řád práce, v roce 1973 Řád Vítězného února a roku 1974 Řád republiky.
Jeho politická kariéra vyvrcholila za normalizace. 14. sjezd KSČ ho zvolil za člena Ústředního výboru Komunistické strany Československa. 15. sjezd KSČ ho ve funkci potvrdil.
Po provedení federalizace Československa usedl do Sněmovny národů Federálního shromáždění. Mandát nabyl až dodatečně v březnu 1971 po jedné z vln čistek po invazi vojsk Varšavské smlouvy do Československa. Do federálního parlamentu ho nominovala Česká národní rada, v níž rovněž zasedl v té době (prosinec 1970). V té době působil jako předseda České rady odborových svazů. V oficiálním zdůvodnění jeho nástupu do ČNR se uvádí: „v období let 1968 – 1969 stál důsledně na pozicích marxismu-leninismu“. Ve FS setrval do konce funkčního období parlamentu, tedy do voleb roku 1971.
Dlouhodobě pak působil v České národní radě. Mandát v ní obhájil ve volbách roku 1971 a volbách roku 1976. Zasedal zde až do své smrti v lednu 1981.